# RICS PRO CAR SCHOOL
RICS PRO CAR SCHOOL（リックスプロカースクール）は兵庫県神戸市東灘区にある兵庫県公安委員会指定の平和グループの教習所。
通称はリックスプロと呼ばれ、全国初の大型専門の自動車教習所である。
グループ校には平和台自動車学院、伊川谷自動車学院（旧・東洋自動車学校）、六甲アイランドカースクールがある。

## 所在地
〒658-0033 兵庫県神戸市東灘区向洋町西6丁目20-3

## 取扱免許（教習コース）

### 普通二種免許取得
- 普通二種MT
- 普通二種AT

### 中型一種免許取得
- 中型一種
- AT8t限定解除
- 8t限定解除

### 中型二種免許取得
- 中型二種
- AT8t限定解除
- 8t限定解除

### 大型一種免許取得
- 大型一種

### 大型二種免許取得
- 大型二種

### 大型特殊免許取得
- 大型特殊

### けん引免許取得
- けん引